# Münter & Kandinsky
Münter & Kandinsky ist ein deutscher Spielfilm unter der Regie von Marcus O. Rosenmüller aus dem Jahr 2024. Er schildert das Zusammenleben des Künstlerpaares Gabriele Münter und Wassily Kandinsky von 1901 bis 1916. Premiere war am 5. Juli 2024 am Filmfest München.

## Handlung
Der Film beginnt im Jahr 1942. Die Gestapo durchsucht das Haus der 65-Jährigen Gabriele Münter nach Werken des vom Nazi-Regime verbotenen Wassily Kandinsky, ihrem früheren Lebensgefährten. Jedoch hatte Münter diese bereits in Sicherheit gebracht.
In der weiteren Handlung des Films werden in einer Rückblende Münters Erinnerungen wiedergegeben: 1901 lernt sie in der Münchner Malschule Phalanx den elf Jahre älteren Wassily Kandinsky kennen und verliebt sich auf den ersten Blick in ihn. Während einer Reise der Malklasse im Jahr 1903 nach Kallmünz gesteht ihr Kandinsky, dass auch er sich in sie verliebt habe. Nachdem die beiden zum ersten Mal miteinander geschlafen haben, malt sie sich ein gemeinsames Leben aus und ist voller Glück, bis ihr Kandinsky noch am selben Tag gesteht, in Russland bereits verheiratet zu sein. Er versichert ihr, dass die Ehe nur noch auf dem Papier existiere. Als Gabriele ihn auf die Scheidung anspricht, signalisiert er, dass es damit nichts wird, zumal seine Frau gleichzeitig auch seine Cousine ist.
Die beiden unternehmen gemeinsam viele Reisen, geraten jedoch immer öfter in Streit, vor allem, weil Kandinsky die Scheidung immer wieder hinauszögert. 1909 kehren sie gemeinsam nach Murnau am Staffelsee in Bayern zurück, wo sie ein Haus zunächst mieten, das Münter schließlich kauft.
1911 gründen die beiden mit ihrem Freund Franz Marc den Blauen Reiter.  Mit dem Ausbruch des Ersten Weltkriegs im Jahr 1914 ziehen sie zunächst gemeinsam in die Schweiz. Kandinsky kehrt im November 1914 allein in seine russische Heimat zurück. Münter geht 1915 nach Dänemark und organisiert dort eine Ausstellung für ihren Geliebten, auf dessen Heiratsantrag sie weiterhin hofft. Als Münter und Kandinsky sich tatsächlich 1916 in Stockholm treffen, ist er von der Nachricht, dass sein Freund Franz Marc im Krieg gefallen ist, sehr niedergeschlagen. Nach der Ausstellung kehrt er erneut nach Russland zurück. Münter ahnt zu diesem Zeitpunkt noch nicht, dass sie sich nie wiedersehen werden.
1922 lebt Münter wieder im Haus in Murnau und bekommt Besuch von Kandinskys Anwalt, der sie darüber informiert, dass Kandinsky seit 1917 mit Nina Kandinsky verheiratet ist und alle seine Sachen und Bilder zurückverlangt. Dies verweigert Münter und bekommt nach dem Besuch des Anwalts verletzt einen Wutanfall. Kandinsky, der inzwischen zum zweiten Mal verheiratet ist, erhält unterdessen das Angebot einer Lehrtätigkeit am Bauhaus in Weimar, das er annimmt und kümmert sich gleichzeitig darum, dass Gabriele dies nicht mitbekommt.

## Rezeption
- Lexikon des internationalen Films: „Dabei bemüht sich der Film um authentisches Flair und besitzt eine charismatische Hauptdarstellerin. Erzählerisch bleibt er jedoch in einer episodischen Stationen-Dramaturgie stecken, die auch visuellen Mut vermissen lässt.“[4]
- SPOT media & film: „Faszinierendes Porträt zweier Künstler, Gabriele Münter und Wassily Kandinsky, die gemeinsam den Lauf der Kunstgeschichte verändert, aber privat aneinander scheitern (...) Es ist auch ein Film über Vanessa Loibl, sie spielt ihre erste Kinohauptrolle und ist eine Wucht.“
- Filmstarts.de: „In herrlichen Landschaftsaufnahmen und mit vielen akribisch komponierten Bildern schafft Regisseur Marcus O. Rosenmüller eine Atmosphäre, in der sich manchmal Kunst und Wirklichkeit treffen, bis sich die Wirklichkeit in Licht und Farben auflöst.“